# さきぽん
さきぽん（1992年4月15日 - ）は、日本の女性お笑いタレント。本名、高松 咲季（たかまつ さき）。福岡県久留米市出身。プロダクション人力舎所属。

## 来歴・人物
身長169cm、血液型O型。かつては体重96kg、B102cm、W86cm、H104cmのぽっちゃり体型だったが、2022年1月から日本テレビ『ヒルナンデス』の「女性芸人ダイエット」企画に挑み、2024年1月時点での公式プロフィールでは62kgまで減っている。
趣味は一人カラオケ、オムライス屋巡り（卵好き）、ゲーム（謎解き、ホラー、フリーゲーム）。特技は美少女アニメ声、ブラジャー早脱ぎ、妄想。noteで妄想小説を掲載している。
二段腹で5㎏のダンベルを持ち上げられる。
好きなものは卵、酒、廃墟と自分自身。嫌いなものはキュウリとヘビ。
福岡大学人文学部英語学科卒業。2016年にスクールJCAに25期生として入学。同年のM-1グランプリに「ブルーミング」という男女コンビで出場したことがある。
2016年11月30日、JCA同期生の嶋崎 幹（しまざき もとき）とコンビ「美女と野獣」を結成。美女と野獣時代はボケ担当だった。嶋崎は現在、m.o.m.oの名義で実況パワフルプロ野球のプロゲーマー芸人として活動している。
2018年7月まで本名で活動していたが、同月に芸名を正式に「さきぽん」に改める。本人曰く「自己顕示欲強め」ということで本名から活動名義を変えてこなかったが、オーディションや仕事の現場などで「愛称はさきぽんです」と言う度に周りが難しい顔をすることで、それに耐え切れなくなったことでの改名だったという。
2018年9月、JCAの同期でそれまでピン芸人だったゴシヒロ。と美女と野獣の2人でトリオ「ロモペ」を結成。さきぽん自身、トリオコントをやるのが夢だったということでの結成だったという。ロモペ結成以後は、ネタは主にコントとなる。
2019年9月にロモペ解散。嶋崎は人力舎を退所、さきぽんはゴシヒロ。と共に人力舎に残り、それぞれピン芸人に転向。
ピン芸人に転向してからのネタは主に一人コント。ネタ中に泣きの演技などを取り入れたりしている。
2019年から、女芸人No.1決定戦 THE Wに、わたなべオーケストラ（ふぁのシャープ）、五十嵐文香とのトリオ「ドミソドーターズ」を組んでの出場もしている。
ラバーガール飛永が部長を務める「人力舎芸人占い部〜フォーリエ〜」の部員。得意な占いは四柱推命、オリジナル占術「アリス占い」。
2021年より、こじま観光とのユニット「さるとりランデブー」としても活動中。
芸歴7年目となった2023年5月1日から10月末にかけ、「さきぽんぽんぽんぽんぽんぽんぽん」という芸名で活動していた（「ぽん」の個数は7個）。名付け親は日本一おもしろい大崎（ちゃんぴおんず）。

## 出演

### テレビ
- 白黒アンジャッシュ（千葉テレビ放送）
- 矢作と山崎と（フジテレビオンデマンド、フジテレビ）
- キスマイBUSAIKU!?（フジテレビ）
- ぐるナイ おもしろ荘 田中圭&吉高由里子爆笑!ブレイク間近芸人日本一早いネタ祭（日本テレビ） - 2020年1月1日（2019年12月31日深夜）
- ネタパレ（フジテレビ）- 2020年3月13日初出演[17]
- 東京オーディション(仮)（TOKYO MX）- 2020年4月13日深夜
- しゃべくり007（日本テレビ）- 2020年9月14日
- 上田ちゃんネル（テレ朝チャンネル１）- 2021年1月7日・1月21日「新春!!上田ちゃんネル ネタ祭り2021」[18]
- ヒルナンデス（日本テレビ）- 「女性芸人ダイエット」企画にまいあんつ、ゆめちゃんと共に不定期出演

### ラジオ
- マイナビ Laughter Night（TBSラジオ）- 2020年2月14日初オンエア